# Time Killers
Time Killers est un jeu vidéo de combat sorti en 1992 sur la borne d'arcade Incredible Technologies 32-bit puis porté en 1996 sur Mega Drive.